# 国立南洋工学院
国立南洋工学院是交通大学历史上在上海存在过的学校。1950年代交大西迁后，上海市还筹建过一所同名的工科学校，并于1957年参与成立了上海交通大学。

## 历史
抗日战争结束后，碍于战争后的恢复需要，中华民国政府宣布要压缩教育经费，进行院系调整。其中历经交通大学第一次南迁的交通大学北平铁道管理学院与交通大学唐山工程学院各自返回北平和唐山，但被改为“国立北平铁道管理学院”、“国立唐山工学院”。内迁到重庆的交通大学本部返回上海后也被宣布要停办航运，轮机两系，改名为国立南洋工学院。
1947年5月2日，返回北平举行庆祝会的交大同学对复员学校设备表示十分不满，并与战后停驻在此的空军产生对抗。全校师生在中南海北平行辕集体请愿，最后李宗仁下令空军撤出交大校区。此举鼓舞了交大师生之间的行动，同月10日上海交大学生罢课。5月12日，交大平院罢课，响应护校运动。唐山工学院班长联席会议决议成立护校委员会，提出“恢复交通大学校名，增加办学经费”的要求。
1955年，中华人民共和国国务院决定将交通大学迁往西安。1956年交通大学开始西迁。
1956年，由于形势的变化，上海市委和市政府以及社会人士都感到上海仍需要一所类似交通大学的综合性工科大学。出于上海人民对交通大学的深厚感情，校名仍沿用交大建校之初时用过的“南洋”名称。南洋工学院以交大师资为班底组成，交大名教授陈石英出任筹备中的上海南洋工学院院长。
1957年4月，上海南洋工学院并入上海交通大学。